# Oulu Sinfonia
Oulu Sinfonia je orchestr z finského města Oulu, jediný symfonický orchestr v severním Finsku. Těleso má přibližně 60 členů a vystupuje v sálu pro 816 hostů v místním hudebním centru, dokončeném v roce 1983.

## Historie
Orchestr založila v roce 1937 společnost Oulun Musiikinystävät; dirigentem se stal Väinö Raitamaa a první koncert se odehrál v dubnu téhož roku. V roce 1961 těleso přešlo pod obecní správu.
V období 1994–2005 byl šéfdirigentem orchestru estonský dirigent Arvo Volmer, posléze tuto funkci zastávali domácí umělci Dmitri Slobodeniouk (2005–2008) a Anna-Maria Helsing (2010–2013). Od sezóny 2012/2013 je šéfdirigentem orchestru švédský dirigent Johannes Gustavsson.